# Mỏ muối Kłodawa
Mỏ muối Kłodawa (tiếng Ba Lan: Kopalnia Soli Kłodawa, KSK) là mỏ muối đang hoạt động lớn nhất ở Ba Lan. Nó nằm ở Kłodawa, hạt Koło, Voivodship Greater Poland.

## Lịch sử
Năm 1939, giáo sư người Ba Lan Edward Walery Janczewski đã phát hiện ra một lớp muối dài 63 km và rộng 4 km giữa Izbica Kujawska và Solca Wielka. Các mũi khoan đầu tiên được thực hiện trong thời kỳ Đức chiếm đóng Ba Lan và người ta nhận ra rằng Kłodawa là nơi tốt nhất để xây dựng một mỏ muối; Người ta cũng chỉ ra rằng Izbica Kujawska có nguồn cung cấp muối tốt, nhưng nhỏ hơn nhiều so với Kłodawa.
Hai mỏ muối đầu tiên là Michał và Barbara (được đặt theo tên giám đốc đầu tiên của mỏ) và Saint Barbara được thành lập từ năm 1950 đến 1954. Từ năm 1956 - 1966, muối được khoan bằng phương pháp khoan móng ngựa là chính. Mỏ muối thứ ba, nằm cách mỏ Michał và Barbara khoảng 4 km, được đặt tên là Chrobry (theo tên vị vua đầu tiên của Ba Lan, Bolesław I Chrobry).
Có một tuyến du lịch ngầm trong mỏ được mở ra cho du khách tham quan. Mỏ muối Kłodawa được lên kế hoạch mở một nhà điều dưỡng dưới lòng đất đầu tiên ở Ba Lan. Nhưng vào ngày 7 tháng 9 năm 2012, mỏ muối bị hỏa hoạn.

## Đặc điểm của muối
Trong mỏ muối Kłodawa có nhiều loại muối khác nhau. Chúng bắt nguồn từ các lớp đá trầm tích Zechstein tuổi Permi giữa – muộn (Guadalupian đến Lopingian). Muối ở mỏ Kłodawa là loại muối duy nhất ở Ba Lan có nhiều màu sắc (hồng và xanh) và sự đa dạng về màu sắc ở mỏ muối Wieliczka chính là bắt nguồn từ mỏ muối Kłodawa.